# High Fashion (мікстейп)
High Fashion — спільний мікстейп американського репера Lil Peep і продюсера Harry Fraud, випущений 3 грудня 2021 року.

## Історія
«High Fashion це тритрековий мікстейп від Lil Peep та Harry Fraud. Ґас познайомився з Гаррі, коли перший був удома в Нью-Йорку на Різдво в грудні 2016 / січні 2017 року. Гас збирався летіти назад до Лос-Анджелеса через кілька днів після Нового року, але йому повідомили, що Гаррі хоче потрапити до студії разом з ним, тому він вирішив залишитися. Він був неймовірно схвильований і гордий можливістю попрацювати з продюсером, яким так захоплювався. Звучання двох пісень, які вони створили разом протягом двох ночей у студії («Choose» та «Living Rooms»), є дуже унікальним. Жодна інша його пісня не має такої ж атмосфери, такого ж відчуття. Гас і Гаррі планували назвати свій проект High Fashion. Третя пісня, «Old Me», - це пісня, яку Ґас написав у 2015 році і над якою Гаррі був дуже зацікавлений у реміксуванні. Я можу сказати вам зі 100% впевненістю, що Ґас пишався б тим, що Гаррі втілив «Old Me» в життя, щоб ми всі могли насолоджуватися нею» — заява мами Густава на його інстаграм-сторінці.

## Трекліст
| #    | Назва          | Продюсер    | Тривалість |
| ---- | -------------- | ----------- | ---------- |
| 1.   | «Choose»       | Harry Fraud | 3:32       |
| 2.   | «Living Rooms» | Harry Fraud | 3:04       |
| 3.   | «Old Me»       | Harry Fraud | 2:24       |
| 9:01 |                |             |            |